# 53P/Van Biesbroeck
O 53P/Van Biesbroeck é um cometa periódico do sistema solar.
Este cometa e o 42P/Neujmin são fragmentos de um cometa pai que se dividiu em março de 1845.

## Descoberta
Ele foi descoberto em 1 de setembro de 1954, pelo George Van Biesbroeck.

## Características orbitais
A órbita deste cometa tem uma excentricidade de 0,5526 e possui um semieixo maior de 5,394 UA. O seu periélio leva o mesmo a uma distância de 2,414 UA em relação ao Sol e seu afélio a 8,375 UA.